# Humbert (geslacht)
Humbert is een geslacht van insecten uit de orde vliesvleugeligen (Hymenoptera) en de familie Ichneumonidae.

## Soort
- H. humberti Wahl & Sime, 2002